# Max Wieser
Max Wieser (* 14. Mai 1890 in Berlin; † 15. Dezember 1946 in Göttingen) war ein deutscher Bibliothekar und Bearbeiter der Liste der 1933 verbrannten Bücher.

## Leben
Max Wieser studierte Germanistik, Philosophie und Geschichte. 1918 promovierte er in Heidelberg zum Dr. phil. mit einer Dissertation über Deutsche und romanische Religiosität. 1920 wurde er Leiter der neu gegründeten Stadtbücherei Berlin-Spandau. Er publizierte insbesondere zu Themen der Literaturgeschichte, Rassenkunde und Vorgeschichte.
Der damalige Berliner Oberbürgermeister Heinrich Sahm setzte 1933 einen Ausschuss zur Neuordnung der Berliner Stadt- und Volksbüchereien ein, „um die kulturelle Erneuerung der Nation voranzutreiben“. Zusammen mit Wieser wurden Hans Engelhardt, Leiter der Stadtbibliothek Berlin-Köpenick, und Wolfgang Herrmann, Leiter der Zentralstelle für das deutsche Bibliothekswesen, berufen und beauftragt, sog. Schwarze Listen zu erstellen. Diese Liste wurde auf Herrmanns Betreiben dem Nationalsozialistischen Deutschen Studentenbund zur Verfügung gestellt, der am 10. Mai 1933 deutschlandweit die Bücherverbrennungen inszenierte, bei der allein in Berlin auf dem Bebel-Platz über 20.000 Bände von 140 Autoren, die durch Plünderung von Buchhandlungen, Leihbüchereien, Bibliotheken und Instituten zusammenkamen, verbrannt wurden.
1933 denunzierte Wieser seinen Mitarbeiter, den Bibliothekar Hermann Stresau, den er fachlich angeblich schätzte, wegen „marxistischer Betätigung“ und bezeichnete ihn lt. Protokoll als „Nationalbolschewik“. Stresau wurde daraufhin von Wieser mit Unterstützung des Betriebsrats der Bibliothek zum 30. Juni 1933 entlassen. Stresau beschreibt in seinem Tagebuch Wiesers Verlogenheit in seiner Angelegenheit sowie Wiesers Versuche, sowohl Wolfgang Herrmann als auch den bibliothekarischen Verbandsaktivisten Wilhelm Schuster, in dem er einen Konkurrenten sah, politisch anzuschwärzen, obwohl beide sich ebenfalls längst den Nationalsozialisten verschrieben hatten.
1934 wurde Wieser ausgewählt, um als „reinrassiger Arier“ in bestimmter Frist Kinder zu zeugen.

## Publikationen von Max Wieser in Auswahl
- Der Volksbüchereibau, Anh.: Ausländische Büchereibauten von Erwin Ackerknecht, Stettin : Verl. Bücherei u. Bildungspflege 1930 (Beziehungen 	Bücherei und Bildungspflege ; Beih. 9)
- Rasse und Seele, Leipzig, Adolf Klein 1933 (Literaturführer zum nordischen Gedanken ; H. 1)
- Völkischer Glaube : Blut u. Geist ; Als Wahrzeichen d. nord. Menschen in Vergangenheit u. Gegenwart, Leipzig, Adolf Klein 1933 (Reden und Aufsätze zum nordischen Gedanken ; H. 2)
- Das Schrifttum zum deutschen Glauben, Leipzig, Adolf Klein 1936 (Literaturführer zum nordischen Gedanken ; H. 3)